# 王邵
王邵（？年—1641年），字二弥，號柄藜，山西太原府保德州人。明末政治人物。

## 生平
天啓元年（1621年）辛酉科山西乡试舉人，崇祯四年（1631年）辛未科进士。礼部观政，改授庶吉士，六年授翰林院检讨，十年任会试同考官，十二年任湖广乡试正主考。十四年去世。著有《王邵诗文集》。